# Conselho Superior de Censura
Em 22 de novembro de 1968, foi criado no Brasil o Conselho Superior de Censura, baseado no modelo estadunidense de 1939, através da chamada Lei da Censura (Lei 5.536, de 21 de novembro de 1968). O motivo oficialmente propalado era a infiltração de agentes comunistas nos meios de comunicações, lançando notícias sobre tortura e desmandos do poder constituído.

O conselho foi extinto em 30 de setembro de 1988 e substituído em meados dos anos 1990 pelo Departamento de Justiça, Classificação, Títulos e Qualificação, sistema de classificação etária de obras audiovisuais de caráter meramente informativo.